# Quần vợt năm 1900
Trang này bao gồm tất cả các sự kiện quan trọng của môn quần vợt trong năm 1900.

## Grand Slam
| Giải đấu                    | Vô địch                           | Á quân                              | Tỉ số                   |
| Đơn nam                     | Đơn nam                           | Đơn nam                             | Đơn nam                 |
| --------------------------- | --------------------------------- | ----------------------------------- | ----------------------- |
| French Championships        | Paul Aymé                         | André Prévost                       | 6-3, 6-0                |
| Wimbledon                   | Reginald Doherty                  | Sydney Howard Smith                 | 6–8, 6–3, 6–1, 6–2      |
| U.S. National Championships | Malcolm Whitman                   | William Larned                      | 6–4, 1–6, 6–2, 6–2      |
| Đơn nữ                      |                                   |                                     |                         |
| French Championships        | Hélène Prévost                    | -                                   | -                       |
| Wimbledon                   | Blanche Bingley                   | Charlotte Cooper                    | 4–6, 6–4, 6–4           |
| U.S. National Championships | Myrtle McAteer                    | Edith Parker                        | 6–2, 6–2, 6–0           |
| Đôi nam                     |                                   |                                     |                         |
| Wimbledon                   | Laurence Doherty Reginald Doherty | Herbert Roper Barrett Harold Nisbet | 9–7, 7–5, 4–6, 3–6, 6–3 |
| U.S. National Championships | Holcombe Ward Dwight F. Davis     | Fred Alexander Raymond D. Little    | 6–4, 9–7, 12–10         |
| Đôi nữ                      |                                   |                                     |                         |
| U.S. National Championships | Edith Parker Hallie Champlin      | Marie Wimer Myrtle McAteer          | 9–7, 6–2, 6–2           |
| Đôi nam nữ                  |                                   |                                     |                         |
| U.S. National Championships | Margaret Hunnewell Alfred Codman  | T. Shaw George Atkinson             | 11–9, 6–3, 6–1          |

## IOC

### Thế vận hội Mùa hè 1900
| Đơn nam    | Laurence Doherty (GBR)                               | Harold Mahony (GBR)                                                      | Reginald Doherty (GBR)                                                            |  |  |  |
| Đơn nam    | Laurence Doherty (GBR)                               | Harold Mahony (GBR)                                                      | Arthur Norris (GBR)                                                               |  |  |  |
| Đôi nam    | Laurence Doherty · và Reginald Doherty (GBR)         | Max Décugis (FRA) và · Basil Spalding de Garmendia (USA)                 | Georges de la Chapelle · và André Prévost (FRA)                                   |  |  |  |
| Đôi nam    | Laurence Doherty · và Reginald Doherty (GBR)         | Max Décugis (FRA) và · Basil Spalding de Garmendia (USA)                 | Harold Mahony · và Arthur Norris (GBR)                                            |  |  |  |
| Đơn nữ     | Charlotte Cooper (GBR)                               | Hélène Prévost (FRA)                                                     | Marion Jones (USA)                                                                |  |  |  |
| Đơn nữ     | Charlotte Cooper (GBR)                               | Hélène Prévost (FRA)                                                     | Hedwiga Rosenbaumová (BOH)                                                        |  |  |  |
|            |                                                      |                                                                          |                                                                                   |  |  |  |
| Đôi nam nữ | Anh Quốc (GBR) · Charlotte Cooper · Reginald Doherty | Đoàn thể thao kết hợp (ZZX) · Hélène Prévost (FRA) · Harold Mahony (GBR) | Đoàn thể thao kết hợp (ZZX) · Marion Jones (USA) · Laurence Doherty (GBR)         |  |  |  |
| Đôi nam nữ | Anh Quốc (GBR) · Charlotte Cooper · Reginald Doherty | Đoàn thể thao kết hợp (ZZX) · Hélène Prévost (FRA) · Harold Mahony (GBR) | Đoàn thể thao kết hợp (ZZX) · Hedwiga Rosenbaumová (BOH) · Archibald Warden (GBR) |  |  |  |

## International Lawn Tennis Challenge

### Kết quả
| · Hoa Kỳ · 3 | Longwood Cricket Club, Boston, Massachusetts, Hoa Kỳ 8–ngày 10 tháng 8 năm 1900 Cỏ | Longwood Cricket Club, Boston, Massachusetts, Hoa Kỳ 8–ngày 10 tháng 8 năm 1900 Cỏ | · Quần đảo Anh · 0 |     |     |     |   |                  |
| \| \| \| \| 1 \| 2 \| 3 \| 4 \| 5 \| \| \| - \| \| ----------------------------------------------------------------- \| --- \| --- \| --- \| --- \| - \| ------------------- \| \| 1 \| \| Dwight Davis Ernest Black \| 4 6 \| 6 2 \| 6 4 \| 6 4 \| \| [1] \| \| 2 \| \| Malcolm Whitman Arthur Gore \| 6 1 \| 6 3 \| 6 2 \| \| \| [1] \| \| 3 \| \| Dwight Davis / Holcombe Ward Ernest Black / Herbert Roper Barrett \| 6 4 \| 6 4 \| 6 4 \| \| \| [1] \| \| 4 \| \| Dwight Davis Arthur Gore \| 9 7 \| 9 \| \| \| \| không hoàn thành[1] \| \| 5 \| \| Malcolm Whitman Ernest Black \| \| \| \| \| \| Không chơi[1] \| |                                                                                    |                                                                                    |                    |     |     |     |   |                  |
| |                                                                                    |                                                                                    | 1                  | 2   | 3   | 4   | 5 |                  |
| 1 | Hoa Kỳ · Vương quốc Liên hiệp Anh và Bắc Ireland                                   | Dwight Davis Ernest Black                                                          | 4 6                | 6 2 | 6 4 | 6 4 |   | [ 1 ]            |
| 2 | Hoa Kỳ · Vương quốc Liên hiệp Anh và Bắc Ireland                                   | Malcolm Whitman Arthur Gore                                                        | 6 1                | 6 3 | 6 2 |     |   | [ 1 ]            |
| 3 | Hoa Kỳ · Vương quốc Liên hiệp Anh và Bắc Ireland                                   | Dwight Davis / Holcombe Ward Ernest Black / Herbert Roper Barrett                  | 6 4                | 6 4 | 6 4 |     |   | [ 1 ]            |
| 4 | Hoa Kỳ · Vương quốc Liên hiệp Anh và Bắc Ireland                                   | Dwight Davis Arthur Gore                                                           | 9 7                | 9   |     |     |   | không hoàn thành |
| 5 | Hoa Kỳ · Vương quốc Liên hiệp Anh và Bắc Ireland                                   | Malcolm Whitman Ernest Black                                                       |                    |     |     |     |   | Không chơi       |

## Các vận động viên số 1 thế giới

### Đơn nam
| #  | Tay vợt          | Quốc gia |
| -- | ---------------- | -------- |
| 1. | Reginald Doherty | Anh Quốc |
| 2. | Malcolm Whitman  | Hoa Kỳ   |